# Lara Fabian

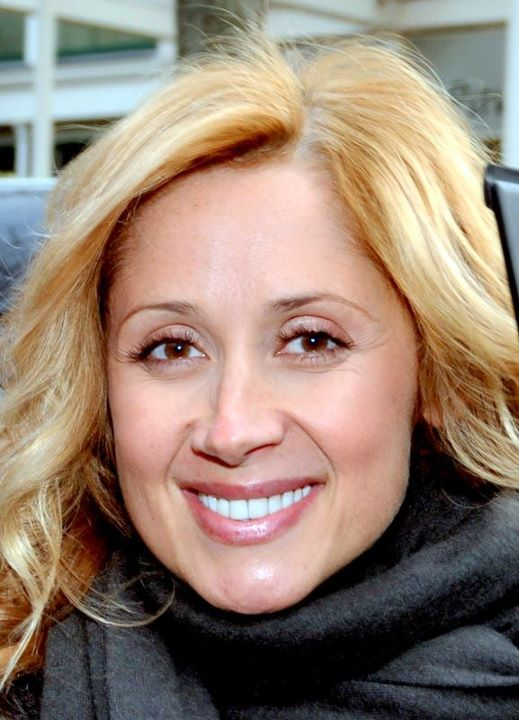
Lara Fabian in 2012

Lara Fabian, pseudoniem van Lara Crokaert (Etterbeek, 9 januari 1970) is een Belgische zangeres. Haar vader is geboren in België en haar moeder in Sicilië.

## Levensloop
De eerste vijf jaar van haar leven bracht Crokaert door op Sicilië. Toen ze acht jaar was - ze woonde toen al in België - kreeg ze voor Sinterklaas een piano. Haar liefde voor muziek werd aangewakkerd en Crokaert nam meteen ook zangles. Dankzij haar vader kon ze in de omgeving van Brussel nu en dan een klein optreden geven en participeerde ze in verschillende amateurwedstrijden.
In 1986 won Crokaert de wedstrijd Le Tremplin de Bruxelles waardoor ze haar eerste single kon opnemen. Het werd het nummer L’Aziza est en pleurs. Ze werd ontdekt door producer Hubert Terheggen die haar vroeg om deel te nemen aan het Eurovisiesongfestival van 1988 in Dublin. Met het nummer Croire haalde ze de vierde plaats voor Luxemburg. Dit was de start van haar (internationale) carrière.
Om haar tweede single Je sais te promoten ging Crokaert naar de Canadese stad Quebec. Samen met de pianist Rick Allison trok ze voorgoed naar Quebec om daar een carrière uit de grond te stampen. Haar eerste cd kwam uit in 1991. In 1996 werd ze officieel een Canadese burger.
Door de Walt Disney Studios werd ze in 1996 uitgekozen om voor de regio Quebec de stem van Esmeralda in te spreken in de film The Hunchback of Notre Dame. Niet lang daarna verscheen ze frequent in de pers en op televisie en mocht ze verschillende prijzen in ontvangst nemen.
In 2000 werd From Lara with Love voor televisie opgenomen. Een van de hoogtepunten is Crokaerts versie van Lucio Dalla's Caruso, meerdere keren gezongen door Luciano Pavarotti.
In 2006 nam Crokaert voor het eerst deel aan Night of the Proms; ze kwam enkele keren als verrassingsact in Antwerpen en ging toen op tournee door Frankrijk met de Night of the Proms.
In september 2006 organiseerde ze een benefietconcert in het Casino de Paris voor de vereniging Assistance Médicale Toit du Monde waar zij beschermvrouwe van is. Hiermee haalde ze 49.000 euro op voor kinderen in Nepal en Tibet.

## Privé
Fabian is meertalig opgevoed en spreekt vloeiend Italiaans, Frans, Spaans, Siciliaans en Engels. Daarnaast heeft ze gezongen in het Azerbeidzjaans, Duits, Grieks, Latijns, Herbreeuws, Portugees, Russisch en Turks. 
Op 20 november 2007 werd Crokaert op 37-jarige leeftijd voor het eerst moeder. Haar toenmalige partner was de filmregisseur Gérard Pullicino.
Op 28 juni 2013 trouwde ze met de Italiaanse musicus Gabriel di Giorgio.

## Discografie
- 1991: Lara Fabian
- 1994: Carpe Diem
- 1996: Pure
- 1999: Live
- 1999: Lara Fabian
- 2000 From Lara with Love
- 2001: Nue
- 2002: Live
- 2003: En Toute Intimité
- 2004: A Wonderful Life
- 2005: 9
- 2006: Un Regard 9 - Live
- 2009: Toutes Les Femmes en Moi
- 2009: Every Woman In Me
- 2010: Mademoiselle Zhivago
- 2010: Toutes Les Femmes En Moi Font Leur Show
- 2013: Le Secret
- 2014: Al Götür Beni (feat Mustafa Ceceli)
- 2015: Ma vie dans la tienne
- 2017: Camouflage
- 2019: Papillon
- 2020: Lockdown Sessions